# 132
| [ Edytuj tabelę ] |                                                 |
| Cesarz Chin       | - 125 Han Shundi 144                            |
| Władca Korei      | - 53 T’aejodae 146                              |
| Papież            | - 125 Telesfor 136                              |
| Król Partów       | - 105 Wologazes III 147 - 129 Mitrydates IV 140 |
| Cesarz Rzymu      | - 117 Hadrian 138                               |

Rok 132 / CXXXII
stulecia: I wiek ~
II wiek ~
III wiek

lata: 122 «
127 «
128 «
129 «
130 «
131 «
132
» 133
» 134
» 135
» 136
» 137
» 142

## Wydarzenia
Cesarstwo Rzymskie
- W Judei wybuchło powstanie żydowskie skierowane przeciwko Rzymowi – powstanie Bar-Kochby.

Azja
- Chiński uczony Zhang Heng skonstruował urządzenie uważane za pierwszy sejsmoskop.

## Urodzili się
- Han Huandi, chiński cesarz (zm. 168)